# 1087
1087 (MLXXXVII) je bilo navadno leto, ki se je po julijanskem koledarju začelo na petek.

## Dogodki

### Investiturni boj
- Papež Viktor III. obhaja Veliko noč v svoji opatiji Monte Cassino, Rim  zaseda protipapež Klemen III.. Medtem se v Capui organizira vojska glavnega papeževega vojaškega podpornika capuanskega kneza Jordana I.. Po Veliki noči se začene papežev "pohod na Rim", v katerem je protipapež pregnan iz Rima in ↓
- 9. maja →  Viktor III. (končno) posvečen za papeža.↓
- → Položaj na Vatikanskem griču še zdaleč ni zavarovan, zato se Viktor III. še isti teden umakne nazaj na Monte Cassino. Da ga prepriča v varnost, Matilda Toskanska za Leonovo obzidje  namesti svoj vojaški oddelek. Viktor III. se vrne nazaj v Rim, toda konec ↓
- junija → v Rim ponovno vkoraka zaščitna cesarska vojska protipapeža Klemena III.. Matilda Toskanska in Viktor III. se umakneta iz Rima na jug.↓
- avgusta → Poteka koncil v Benvenetu, ki se ga udeležijo Viktorjevi podporniki. Na koncilu papež Viktor III. obnovi izobčenja protipapeža in cesarja, obsodi laično investituro in razglasi križarsko vojno proti saracenskim piratom v Severni Afriki (Mahdijski križarski pohod). Koncil traja tri dni in medtem papež Viktor III. hudo zboli. Ponovno se umakne na Monte Cassino. ↓
- 16. septembra → Umre papež Viktor III.. Šele naslednje leto ga nasledi "križarski" papež Urban II.

### Ostalo
- pomlad - Mornarji iz Barija  izkoristijo nered in brezbrižnost Seldžukov ter oplenijo grobnico Sv. Nikolaja v Myri (danes mesto Demre, provinca Antalaya). Polastijo se sarkofaga z ostanki tega svetnika.
- jesen - Mahdijski križarski pohod: v odziv na razglastitev križarskega pohoda proti saracenskim piratom v severni Afriki združena flota mornaric Pise, Genove in Amalfija ter z blagoslovom papeža Viktorja III. napade severno afriško prestolnico Ziridov Mahdijo. Pohod je uspešen in ti "zgodnji" križarji Mahdijo zasedejo za leto dni, preden se v zameno za bogat plen vrnejo domov. 1088 ↔
- 9. september - Umrlega angleškega kralja Viljema Osvajalca nasledi njegov drugi ali tretji (?) sin Viljem II.. Najstarejši sin Robert Curthose dobi v posest Normandijo, najmlajši Henrik I. pa dobi kasneje od Roberta manjšo normandijsko grofijo.
- 26. september - Kronanje Viljema II. za angleškega kralja v westminsterski opatiji.
- Švedska: Glede na edini vir kronista Adama iz Bremna o skandinavskih kraljevinah švedski kralj Inge I. umori sokralja Blot-Svena in s tem ponovno združi Švedsko.
- Turško ljudstvo Pečenegov po zadnjih porazih Bizantinskega cesarstva množično prehaja čez Donavo. S kritičnimi razmerami v cesarstvu so dobro seznanjeni, saj so številni njihovi vojščaki služili kot najemniki v bizantinski vojski.
- Požar v Katedrali sv. Pavla v Londonu. Še istega leta se začne obnova.

## Rojstva
- 13. september - Ivan II. Komnen, bizantinski cesar († 1143)

Neznan datum
- Ivan Aksuh, bizantinski general seldžuškega rodu († 1150)
- Rihenza  Northeimska, saksonska vojvodinja, rimsko-nemška cesarica, soproga Lotarja III. († 1141)
- Zengi, mosulski atabeg, začetnik dinastije Zengidov († 1146)

## Smrti
- 9. september - Viljem Osvajalec, angleški kralj (* 1028)
- 13. december - Marija Dobronega, poljska vojvodinja (* 1012)
- 27. december - Berta Savojska, nemška kraljica, žena Henrika IV. (* 1051)

Neznan datum
- Evstacij II., boulognjski grof (* 1020)
- Morcar, anglosaksonski northumbrijski grof
- Salomon Ogrski, madžarski kralj (* 1053)
- al-Zarkali, španski muslimanski astronom, matematik (* 1028)